# Roy (Washington)
Roy ist eine Stadt (City) im Pierce County im US-Bundesstaat Washington. Das U.S. Census Bureau hat bei der Volkszählung 2020 eine Einwohnerzahl von 816 ermittelt.

## Geschichte
Roy wurde offiziell am 16. Januar 1908 als Gebietskörperschaft anerkannt. Es ist eine ländliche Stadt außerhalb von Tacoma mit Bauernhöfen und Häusern vorwiegend im Ranch-Stil. Roy war eine der frühen Siedlungen im Gebiet, eine prosperierende Stadt und wichtiger Haltepunkt der Eisenbahn. Doch machten drei Ereignisse aus der einstigen Boom-Town das heutige Roy. Ein Großbrand löschte 1929 die meisten Geschäfte der Innenstadt aus, kurz vor Beginn der Großen Depression. Die Eisenbahn stellte den Betrieb des Haupt-Haltepunktes ein. Die U.S. Army annektierte das meiste Land nördlich und westlich von Roy, so dass eine Erweiterung und auch die örtliche Besteuerungsgrundlage begrenzt wurden; außerdem wurde die nahegelegene Gemeinde Loveland devastiert.
Die Hauptattraktion in Roy ist das Roy Pioneer Rodeo, das Teilnehmer und Zuschauer aus vielen Bundesstaaten und aus Kanada anzieht.

## Geographie
Roy liegt auf 47°0'12" N / 122°32'39" W. Nach dem United States Census Bureau nimmt die Stadt eine Gesamtfläche von 1,27 km² ein, worunter keine Wasserflächen sind.
Obwohl die Kreuzung von Washington State Route 7 und Washington State Route 507 als das Roy „Y“ bekannt ist, liegt sie doch in Spanaway, etwa sieben Meilen (11,5 km) nordöstlich von Roy.

## Demographie
| Jahr | Einwohner¹ |
| ---- | ---------- |
| 1910 | 315        |
| 1920 | 287        |
| 1930 | 284        |
| 1940 | 261        |
| 1950 | 263        |
| 1960 | 264        |
| 1970 | 381        |
| 1980 | 417        |
| 1990 | 258        |
| 2000 | 260        |
| 2010 | 793        |
| 2020 | 816        |

¹ 1910–2020: Volkszählungsergebnisse

### Census 2000
Nach der Volkszählung von 2000 gab es in Roy 260 Einwohner, 102 Haushalte und 68 Familien. Die Bevölkerungsdichte betrug 386,1 pro km². Es gab 114 Wohneinheiten bei einer mittleren Dichte von 169,3 pro km².
Die Bevölkerung bestand zu 81,15 % aus Weißen, zu 0,77 % aus Afroamerikanern, zu 3,46 % aus Indianern, zu 2,31 % aus Asiaten, zu 0 % aus Pazifik-Insulanern, zu 3,85 % aus anderen „Rassen“ und zu 8,64 % aus zwei oder mehr „Rassen“. Hispanics oder Latinos „jeglicher Rasse“ bildeten 8,08 % der Bevölkerung.
Von den 102 Haushalten beherbergten 32,4 % Kinder unter 18 Jahren, 48 % wurden von zusammen lebenden verheirateten Paaren, 12,7 % von alleinerziehenden Müttern geführt; 32,4 % waren Nicht-Familien. 23,5 % der Haushalte waren Singles und 6,3 % waren alleinstehende über 65-jährige Personen. Die durchschnittliche Haushaltsgröße betrug 2,62 und die durchschnittliche Familiengröße 3,07 Personen.
Der Median des Alters in der Stadt betrug 34 Jahre. 26,2 % der Einwohner waren unter 18, 11,5 % zwischen 18 und 24, 28,5 % zwischen 25 und 44, 23,5 % zwischen 45 und 64 und 10,4 65 Jahre oder älter. Auf 100 Frauen kamen 97 Männer, bei den über 18-Jährigen waren es 97,9 Männer auf 100 Frauen.
Alle Angaben zum mittleren Einkommen beziehen sich auf den Median. Das mittlere Haushaltseinkommen betrug 32.727 US$, in den Familien waren es 34.643 US$. Männer hatten ein mittleres Einkommen von 31.964 US$ gegenüber 21.477 US$ bei Frauen. Das Pro-Kopf-Einkommen betrug 14.527 US$. Etwa 6,8 % der Familien und 10,8 % der Gesamtbevölkerung lebte unterhalb der Armutsgrenze; das betraf 12,1 % der unter 18-Jährigen und 0 % der über 65-Jährigen.

### Census 2010
Nach der Volkszählung von 2010 gab es in Roy 793 Einwohner, 303 Haushalte und 215 Familien. Die Bevölkerungsdichte betrug 624,9 pro km². Es gab 114 Wohneinheiten bei einer mittleren Dichte von 169,3 pro km².
Die Bevölkerung bestand zu 82 % aus Weißen, zu 3,2 % aus Afroamerikanern, zu 2,4 % aus Indianern, zu 3,7 % aus Asiaten, zu 0,9 % aus Pazifik-Insulanern, zu 0,8 % aus anderen „Rassen“ und zu 7,2 % aus zwei oder mehr „Rassen“. Hispanics oder Latinos „jeglicher Rasse“ bildeten 3,8 % der Bevölkerung.
Von den 303 Haushalten beherbergten 38,3 % Kinder unter 18 Jahren, 49,8 % wurden von zusammen lebenden verheirateten Paaren, 14,9 % von alleinerziehenden Müttern und 6,3 % von alleinstehenden Vätern geführt; 29 % waren Nicht-Familien. 22,8 % der Haushalte waren Singles und 6,3 % waren alleinstehende über 65-jährige Personen. Die durchschnittliche Haushaltsgröße betrug 2,62 und die durchschnittliche Familiengröße 3,07 Personen.
Der Median des Alters in der Stadt betrug 35,9 Jahre. 26 % der Einwohner waren unter 18, 9,8 % zwischen 18 und 24, 29 % zwischen 25 und 44, 26,6 % zwischen 45 und 64 und 8,6 65 Jahre oder älter. Von den Einwohnern waren 49,9 % Männer und 50,1 % Frauen.